# Aygek
Aygek (in armeno Այգեկ?) è un comune dell'Armenia di 1 634 abitanti (2008) della provincia di Armavir.